# La Para
La Para es una localidad situada en el departamento Río Primero, provincia de Córdoba, Argentina.
Se encuentra situada a 150 km de la Ciudad de Córdoba, sobre la ruta provincial N.º 17, en la región de Ansenuza.

## Historia
Sobre el origen del nombre "La Para" existen tres teorías: la primera, dice que el nombre viene de "La Parada", ya que se cree antiguamente la localidad era una parada de carretas.
La segunda dice que en el lenguaje de los antiguos indígenas sanavirones (antiguos habitantes indoamericanos de la región tras invadirla a inicios de siglo XVII -siglo XVII-) La Para significa "Punta de agua", en referencia a los bañados de agua dulce aledaños a la laguna de Mar Chiquita ubicados al sudoeste del actual emplazamiento de la localidad. La tercera recuerda que en guaraní, "para" significa "laguna grande", siendo que la localidad está cercana a la gran Laguna Mar Chiquita; aunque es muy poco posible un nombre guaraní en un territorio que nunca llegó a ser ocupado por los guaraníes. También la 'para,' significa la "vaca" en hebreo, posible nombre que dieran los criptojudíos que llegaron a América.
No obstante recordamos que el pueblo recibe el nombre de La Para por la estación de trenes La Para, y esta lo recibe por el Arroyo Brazo de La Para y dicho arroyo lo recibe de la Estancia Para o La Para Vieja (apócope de la palabra española Parada) que está cuatro leguas al sudoeste de la actual localidad.
En cuanto a la historia de la localidad, cabe decir que fue el primer asentamiento hispano en la región, hacia fines del siglo XVI (Estancia Ansenuza, 1581), consolidándose el poblamiento rural hacia fines del siglo XVIII. La fecha oficial de fundación indica al año 1911, que es cuando comenzó a pasar el ferrocarril por la zona, aunque el loteo urbano fue aprobado en febrero de 1913.

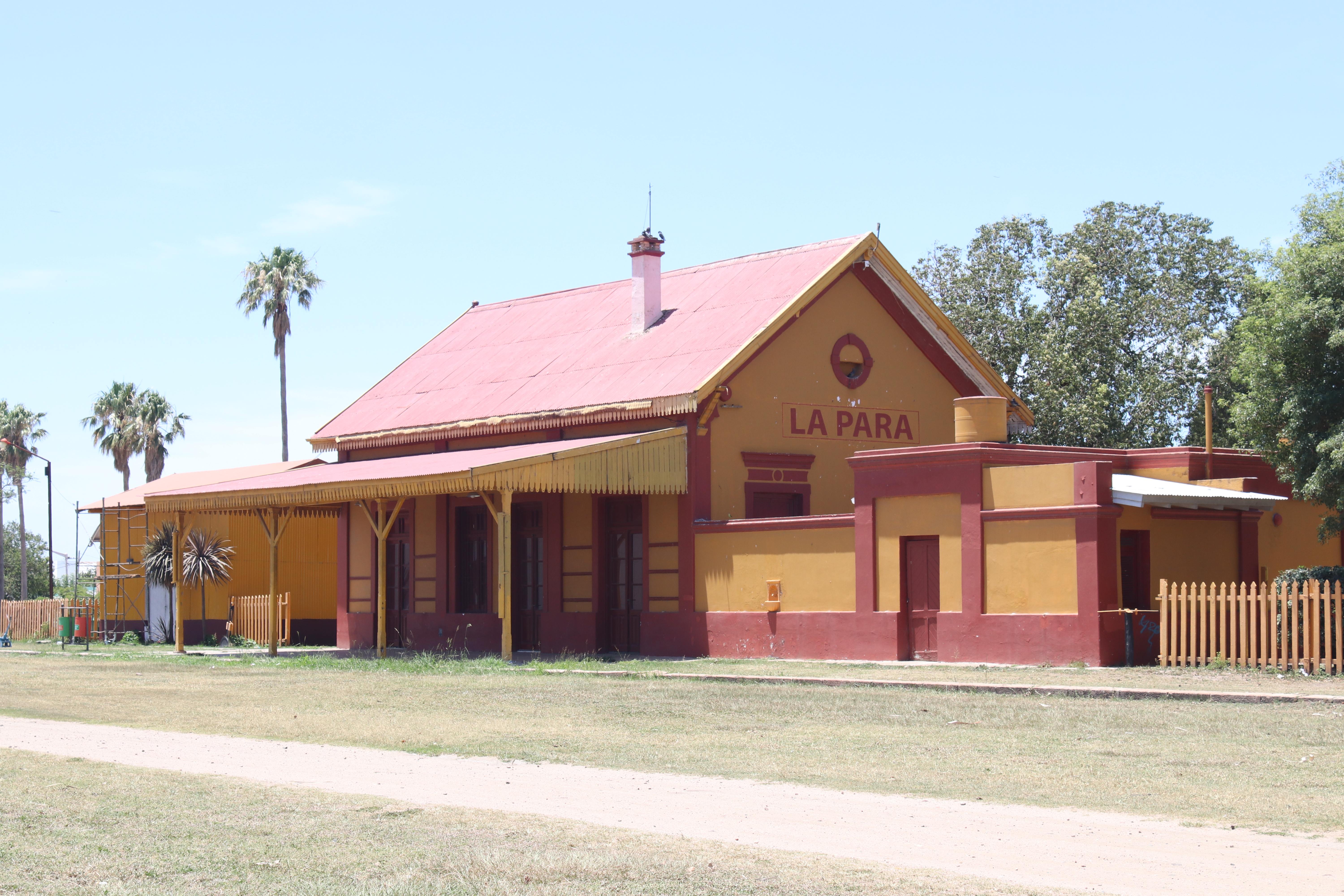
Estación de tren La Para, que le dio el nombre a la localidad

La fundadora de la localidad fue Petrona Rodríguez de Peralta, que fue quien loteó los terrenos de su estancia Puesto del Medio alrededor de la estación La Para del Ferrocarril Central Norte Argentino.
La fiesta patronal se celebra el día 16 de julio, en honor a la Virgen del Carmen. La capilla local, construida bajo la supervisión del constructor italiano Vito Addesso, data de 1954, y es de estilo racionalista-neorrománico
Los principales atractivos de la localidad son: el camping municipal Bahía de Ansenuza, en las costas de Laguna del Plata, la reserva natural de aves playeras de agua dulce y salada en las costas del Mar de Ansenuza y del río Primero o Suquía y los dos museos locales: el Museo Histórico Municipal "La Para", fundado en 1989, que funciona en la antigua estación de trenes, frente a la plaza principal de la localidad; el Museo Regional del Trabajo, fundado en 2007, cuyo proyecto aún está en ejecución y el Monumento conmemorativo "Rolo" Echenique, que recuerda al querido fotógrafo local Andrés Rodolfo Echenique.
La localidad cuenta con numerosos monumentos y obras de artes en espacios públicos.

## Población
Cuenta con 4335 habitantes (Indec, 2022), lo que representa un incremento del 21,5% frente a los 3404 habitantes (Indec, 2010) del censo anterior.
| Gráfica de evolución demográfica de La Para entre 1991 y 2022 |
|                                                               |
| Fuente: Censos nacionales del INDEC                           |

## Personas destacadas
- Doña Petrona Rodríguez de Peralta (Fundadora) donó las tierras para la estación ferroviaria, la plaza y para edificios públicos y loteo parte de su campo para el núcleo urbano (1909-1911)
- Pablo Guglieri: primer intendente municipal, impulsor del turismo (en 1926 construyó un hotel 5 estrellas en la ribera del mar de Ansenuza o Mar Chiquita), construyó su propio ferrocarril desde La Para hasta su hotel (17 km) .
- Dr. León S. Barrionuevo: doctor en medicina, participante de la Reforma Universitaria de 1918, primer médico de La Para (intendente de La Para y jefe político del Dpto Río 1.º) El 23 de febrero de cada año (fecha de su fallecimiento) se conmemora el Día del Médico Parense.
- Arcelia Carrera: primera docente. Fue maestra de la Escuela Nacional N.º 75 creada en enero de 1911 y dando formal inicio el 11 de septiembre de 1911 con la llegada de esta maestra.
- José "Pepe" Pérez Senador provincial entre 1963-66.
- Mario M. Candusso: primer intendente del nuevo período democrático (1983-87): 120 viviendas construidas y gestionadas, ampliación del hospital público, comienzo del cordón cuneta, primera exposición de antigüedades (dando puntapié al museo que comenzó a funcionar en 1989 en un local destinado para tal fin), ampliación de red de agua corriente y un nuevo pozo para la provisión de agua potable, cursos de capacitación, etc.
- Prof. Dr. Rolfe Giraudo: destacado científico en la ciudad de Córdoba, exdirector del Hospital Córdoba.
- Mario Bolatti: futbolista. Participó de la Copa Mundial de fútbol 2010
- Juan Manuel Cavallo: futbolista
- Sra. Beatriz Formento: representante de Parenses en Córdoba
- Dr. Bartolo Formento: médico Rural Destacado
- Prof. Dr. Daniel Roberto Pizzi: Secretario de Salud del Ministerio de Salud de la provincia de Córdoba. Anteriormente Director del Hospital Pediátrico del Niño Jesús (ex Casa Cuna) durante 14 años, de 1999 a 2013. Profesor de la Facultad de Medicina de la Universidad Nacional de Córdoba. Doctor en Medicina y Cirugía. Magíster en Salud Pública.
- Dr. Hugo Pizzi: científico del CONICET, docente internacional, epidemiólogo

## Economía
La principal actividad económica de la zona es la agrícola, destacándose la producción de soja que desplazó a la lechera a un segundo puesto a partir de la década de 1990 del siglo pasado. Por tal motivo aumentaron las flotas de camiones, empresas de servicios agrícolas (fumigadoras, sembradoras y cosechadoras) como así también de ventas de insumos y artículos vinculados al rubro. A la fecha están comenzando a instalarse empresas de capitales locales relacionadas con la industrialización de la soja (aceites, expeller, etc.) y con respecto a la lechería los pocos tambos que han quedado producen una importante cantidad de litros de leche diaria y también hay varias fábricas de quesos de capitales locales.
El resto de la actividad económica gira alrededor de la construcción, fábrica de ladrillos de cemento, cortaderos de ladrillos comunes, fábricas y lustrado de aberturas de madera y aluminio, fábricas de muebles, hormigonera y también talleres mecánicos, fábricas de tinglados y silos y fábrica de ataúdes. 
Importante es la actividad de dos mutuales Sportivo Belgrano y Sociedad Cultural (una de cada entidad deportiva) por la cantidad de empleados que tienen y la presencia de filiales en otras localidades y la actividad recreativa y deportiva de los clubes Sociedad Cultural y Deportiva y del Centro Juvenil Sportivo Belgrano.
Por estar situada en cercanías de la laguna de Mar Chiquita o Mar de Ansenuza el turismo está en estado de desarrollo incipiente, potenciándose fuertemente desde hace un par de años, a partir del acceso de la localidad a programas nacionales y provinciales de promoción del turismo.
Entre sus principales atractivos se encuentran los balnearios situados a la vera de la laguna anteriormente nombrada, los puentes y costas del río Suquía, sus dos museos y exposiciones artísticas. Existen en la localidad numerosos cámpines, hoteles y complejos de cabañas.
Existen en la localidad aproximadamente 1.100 viviendas y una población de más de 4.000 personas.

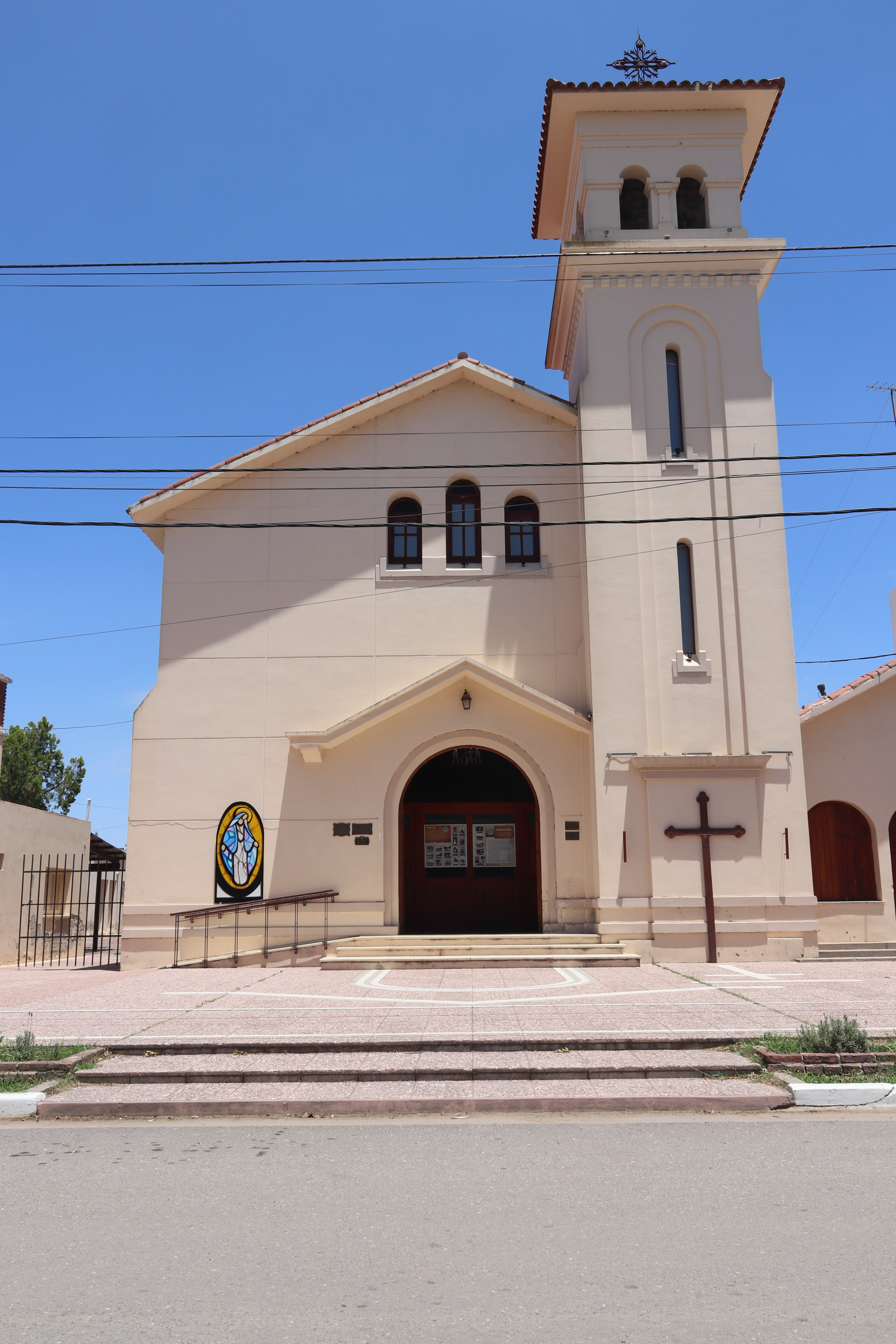
Iglesia de La Para

## Parroquias de la Iglesia católica en La Para
| Diócesis  | San Francisco             |
| --------- | ------------------------- |
| Parroquia | Nuestra Señora del Carmen |